# The Doo-Wops & Hooligans Tour
 (octobre 2015).
Tournées par Bruno Mars
The Moonshine Jungle Tour
(2013–14)
Bruno Mars Live: The Doo-Wops & Hooligans Tour est la première tournée internationale du chanteur, auteur et compositeur Bruno Mars. Elle débute le 16 novembre 2010 à San Francisco et se termine le 28 janvier 2012 au Brésil à Florianópolis. Elle passe par l'Amérique du Nord, l'Europe, l'Asie, l'Océanie, et l'Amérique du Sud ;  en France, elle inclut des prestations à La Cigale, à l'Olympia, au Zénith de Paris et à Nantes. Elle promeut son premier album Doo-Wops & Hooligans sorti le 4 octobre 2010.

## Première partie
- Diafrix (Australie et Nouvelle-Zélande)
- Mayer Hawthorne
- Donnis
- Janelle Monáe (Amérique du Nord—Section 2, Hooligans in Wondaland)[1]
- Skylar Grey
- Natalia Kills
- Madvanna (Chili)
- Zolvein Vixon (Argentine)
- Tanya Lacey (Europe)

## Liste des morceaux
1. "The Other Side"
2. "Top of the World"

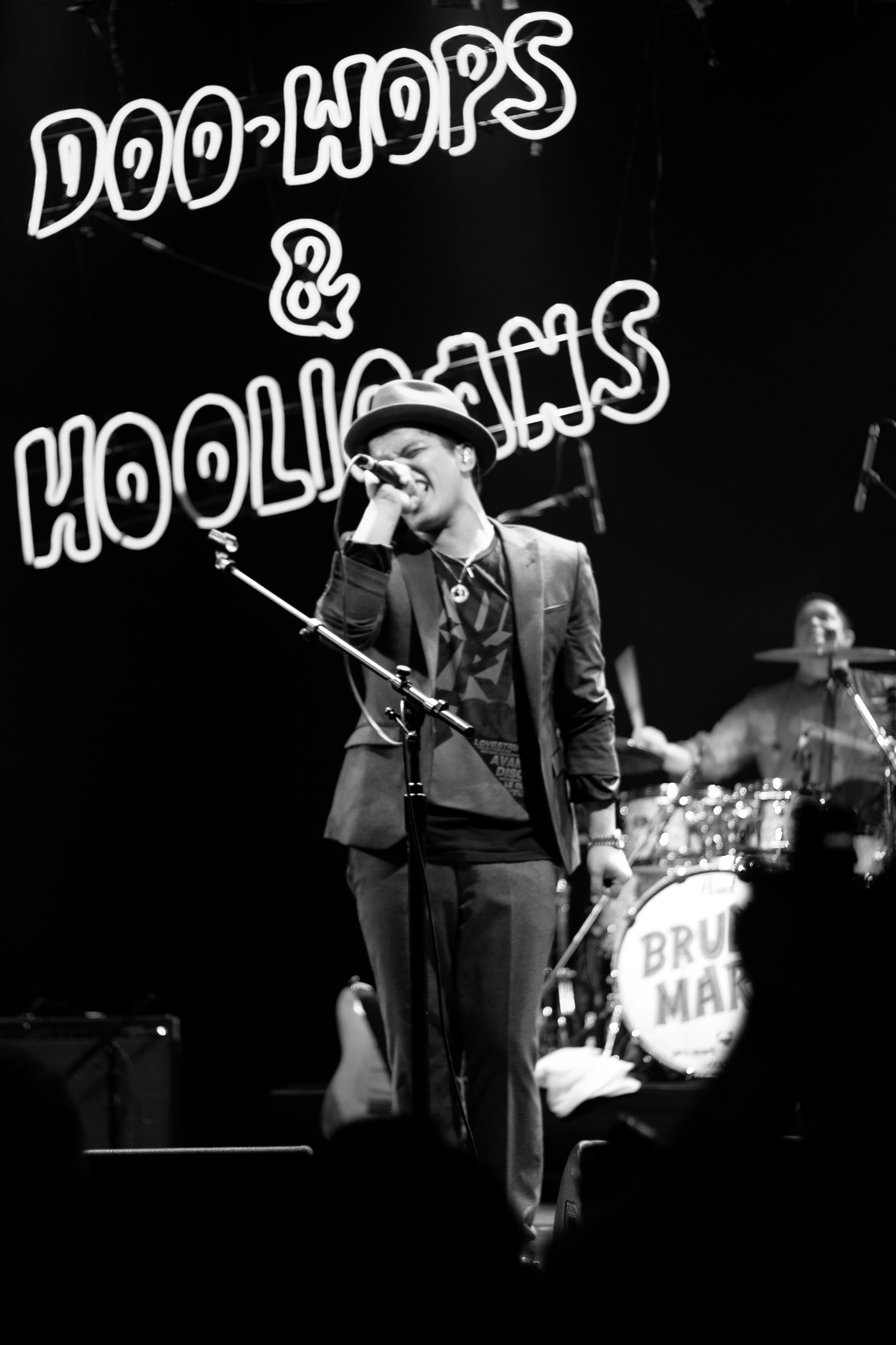
Bruno Mars en novembre 2010 à Houston au Texas.

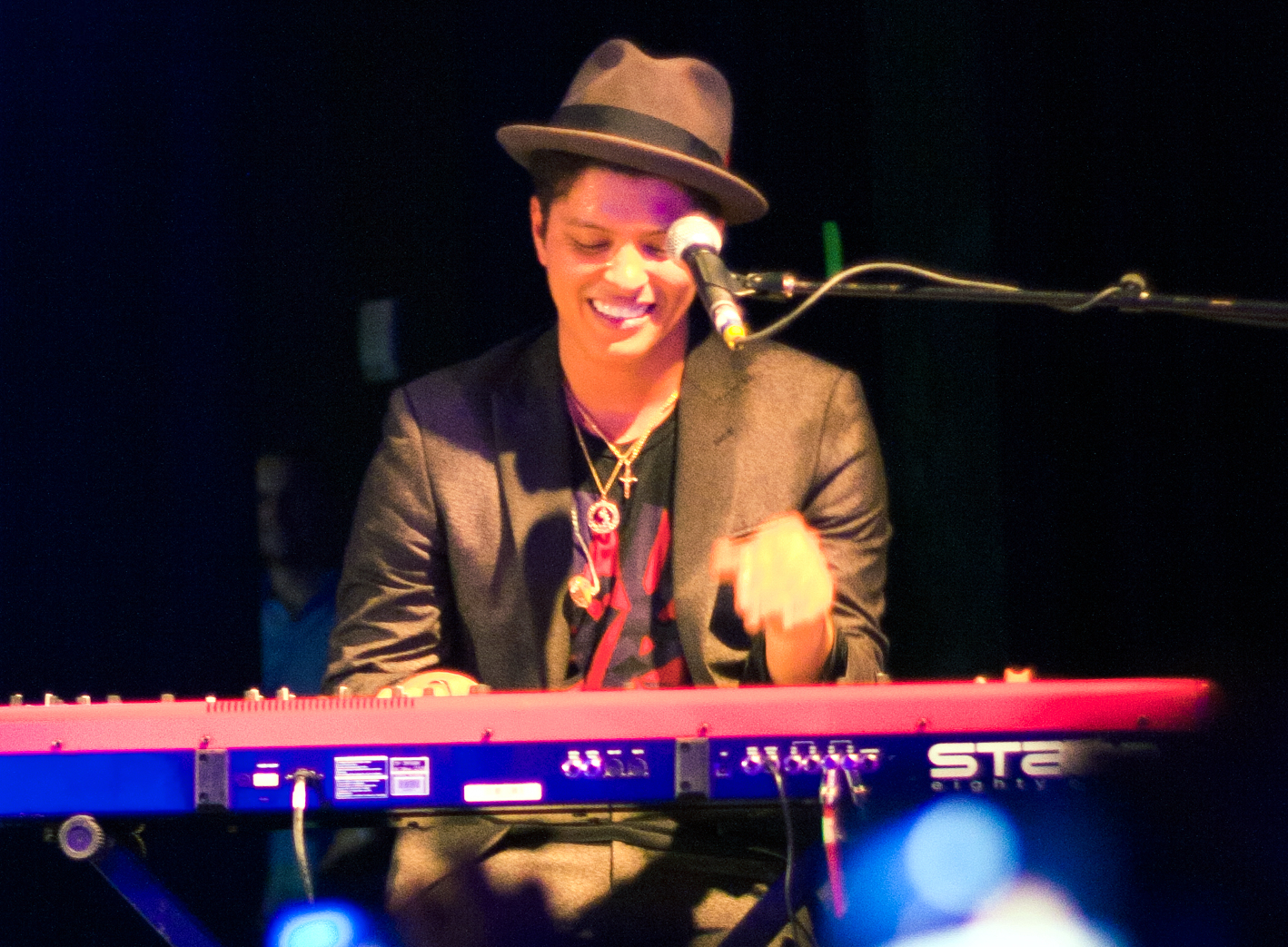
Bruno Mars en novembre 2010 à Houston au Texas.

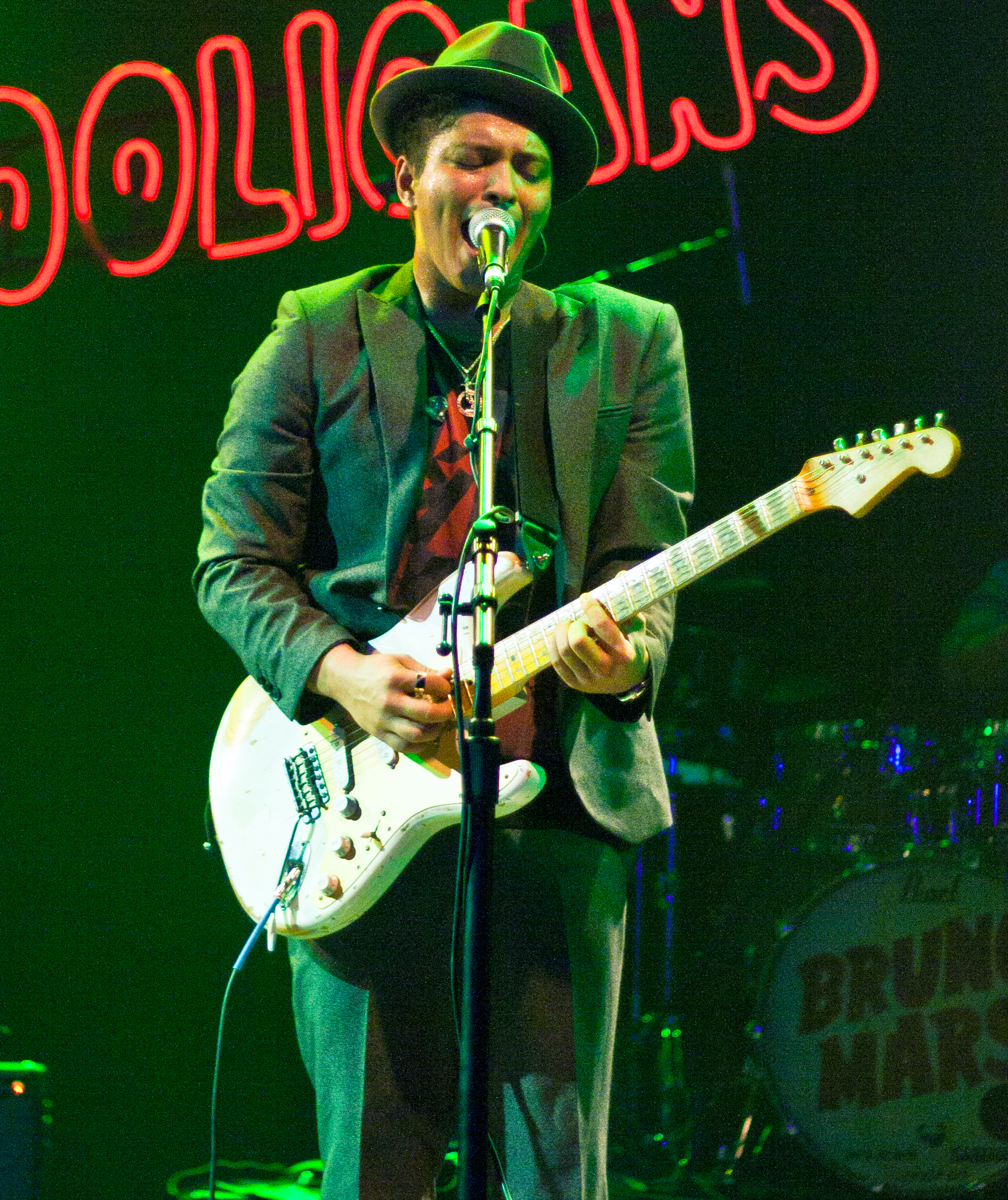
Bruno Mars en novembre 2010 à Houston au Texas.

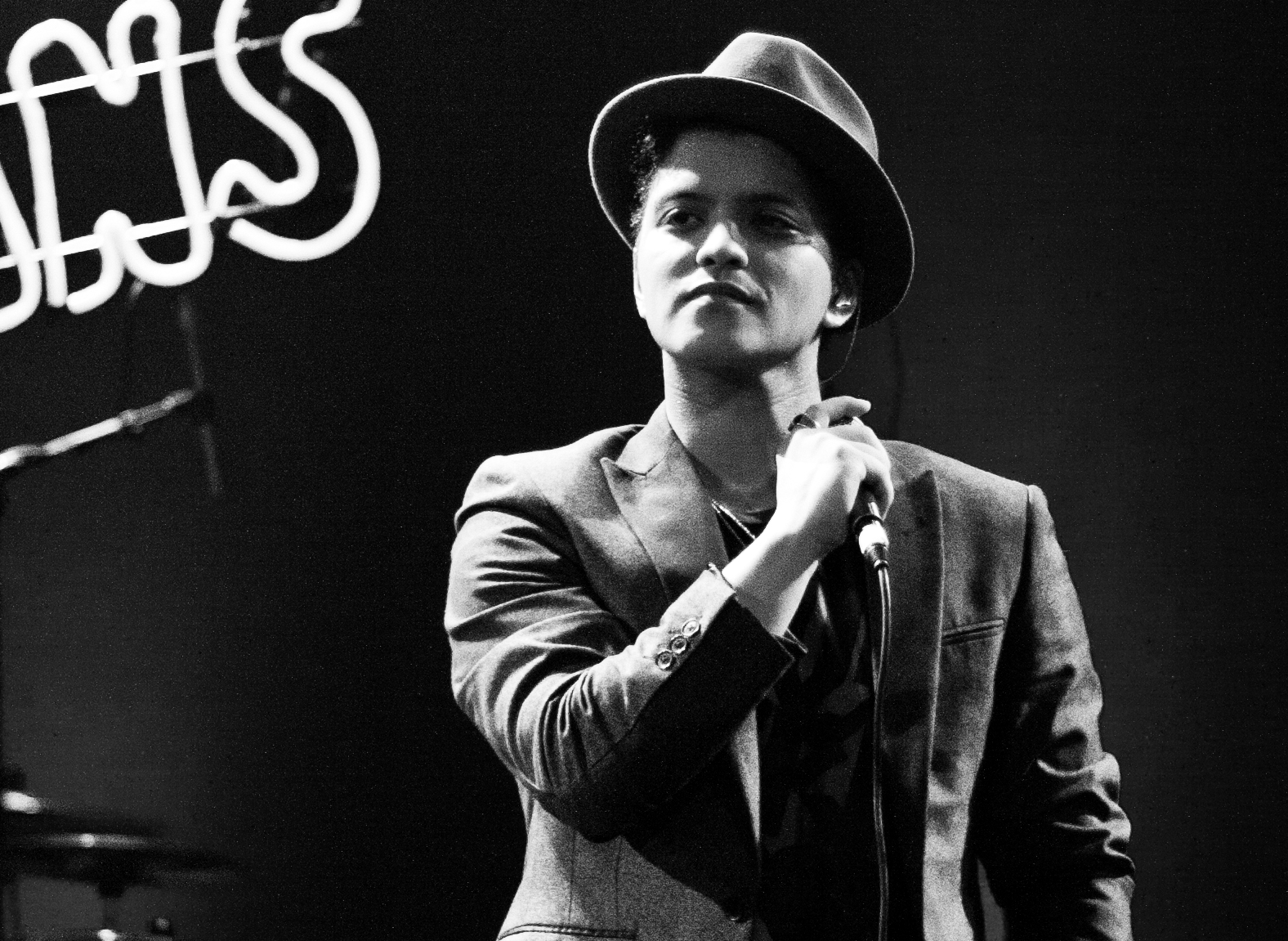
Bruno Mars en novembre 2010 à Houston au Texas.

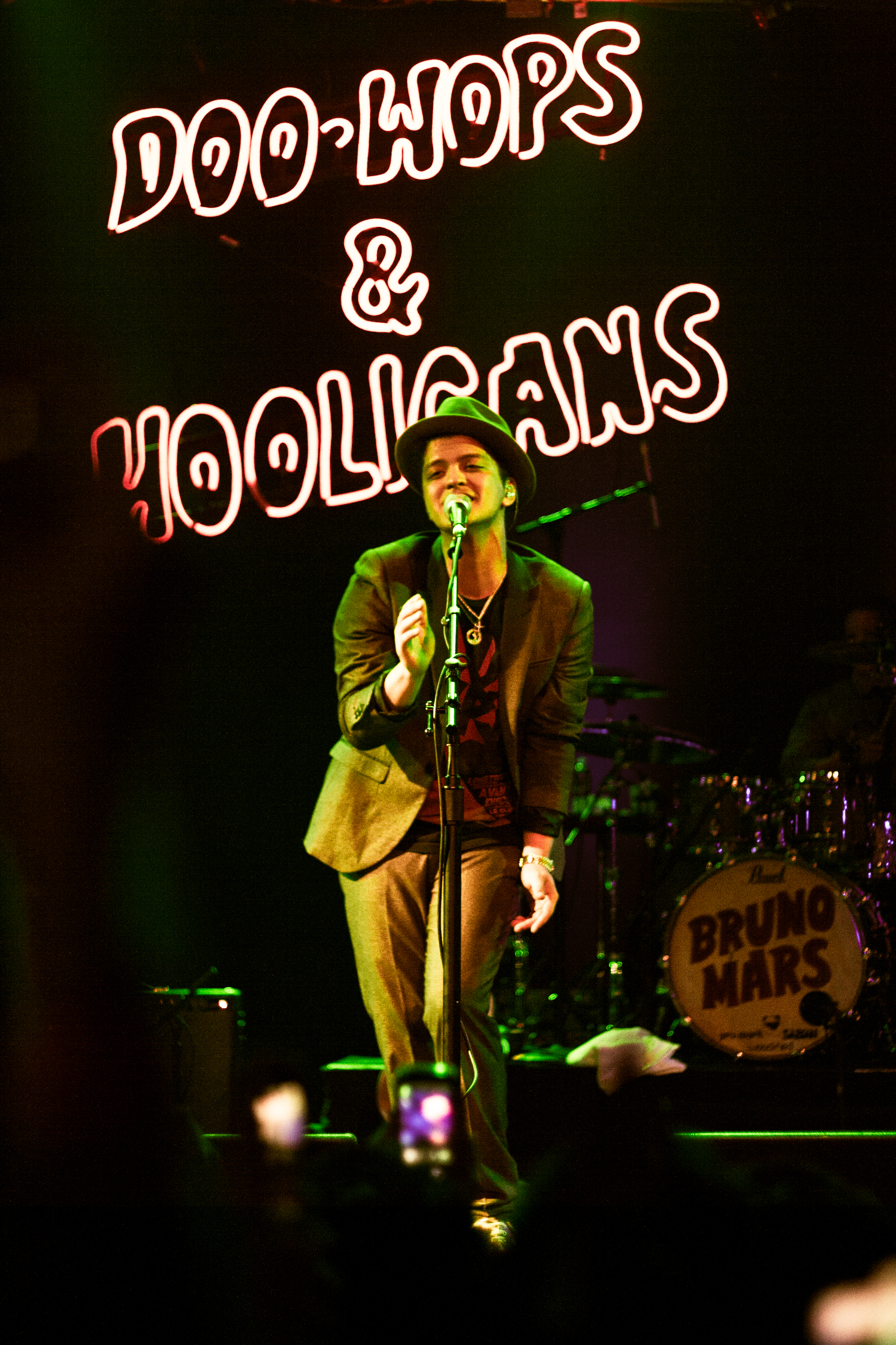
Bruno Mars en novembre 2010 à Houston au Texas.

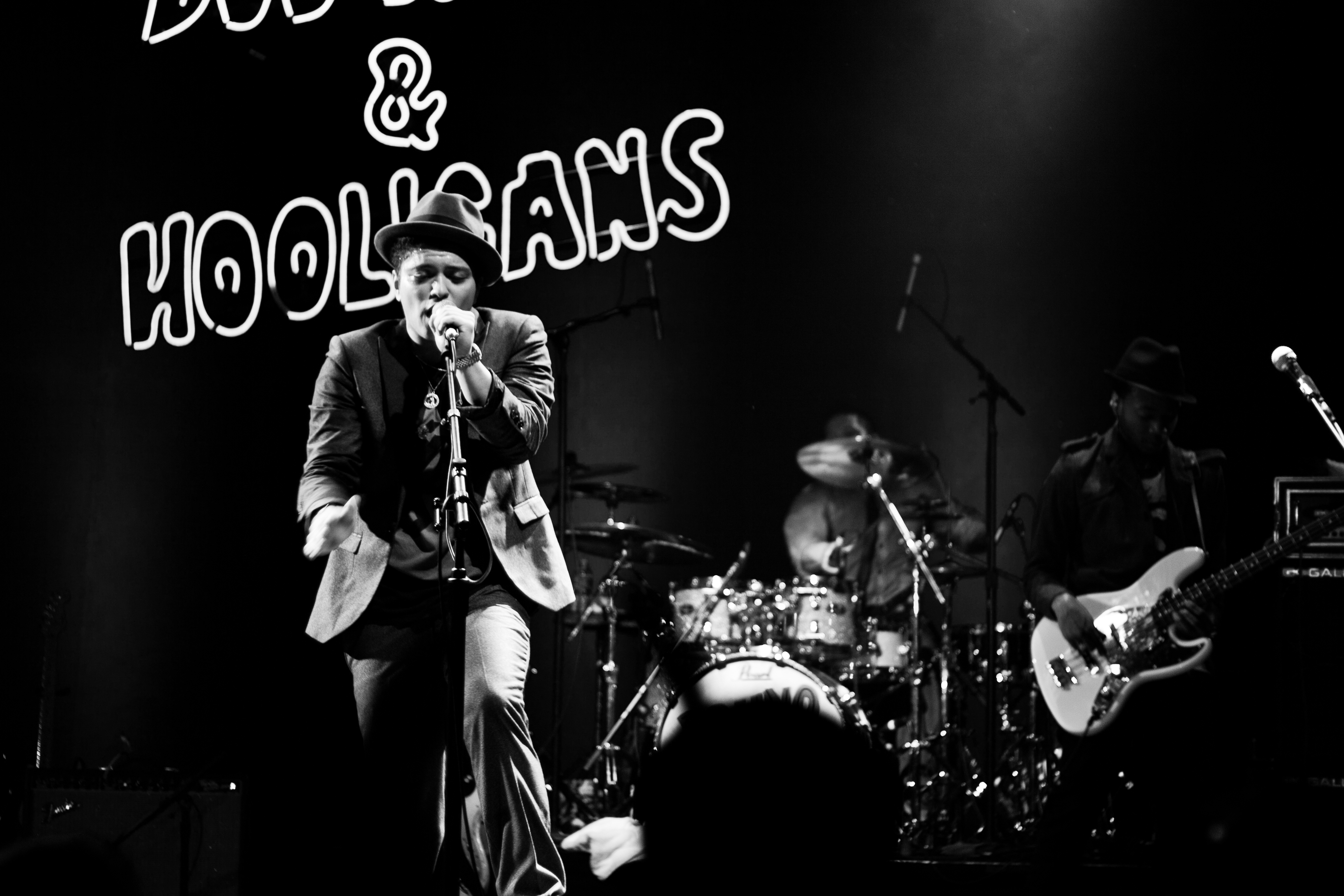
Bruno Mars en novembre 2010 à Houston au Texas.

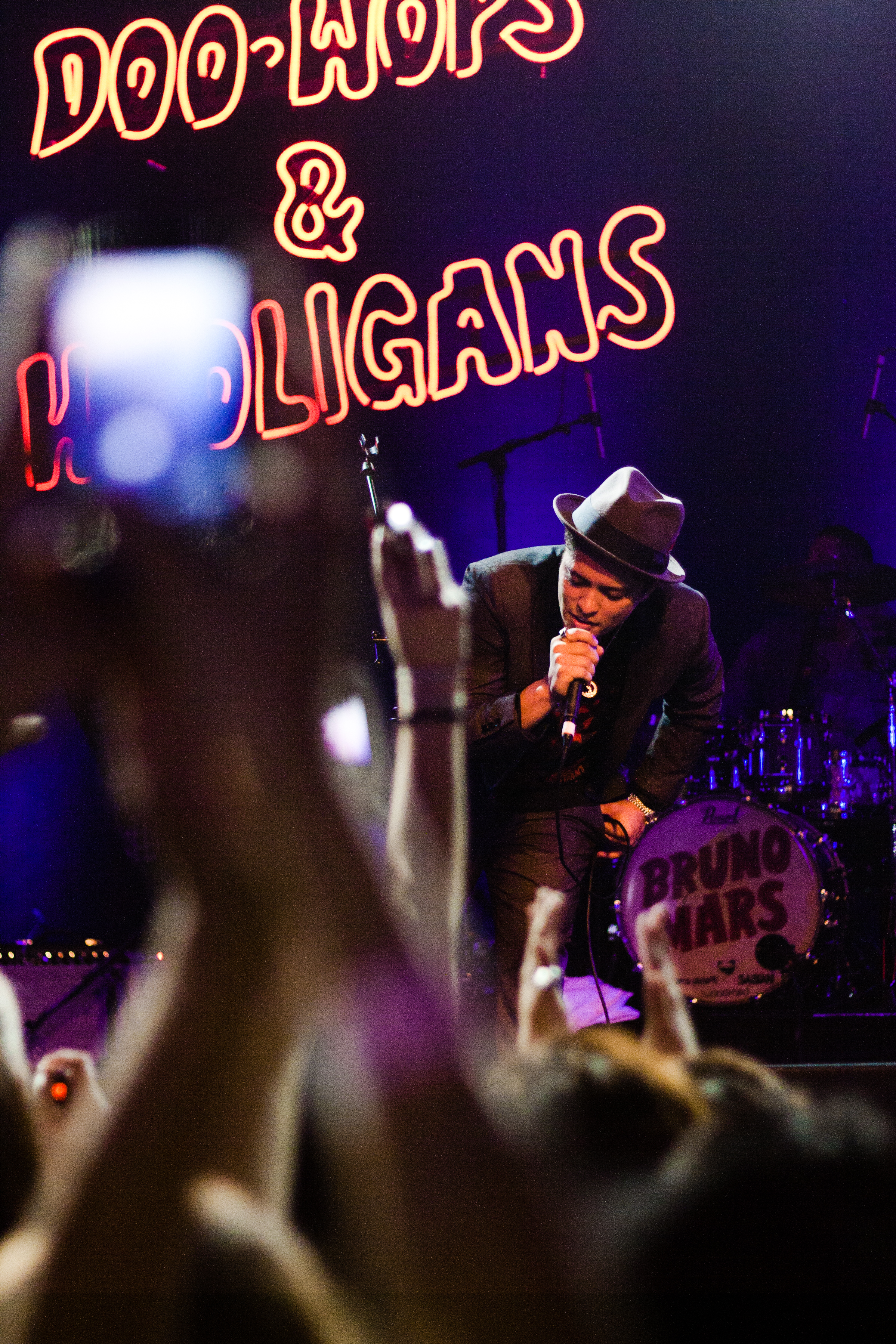
Bruno Mars en novembre 2010 à Houston au Texas.

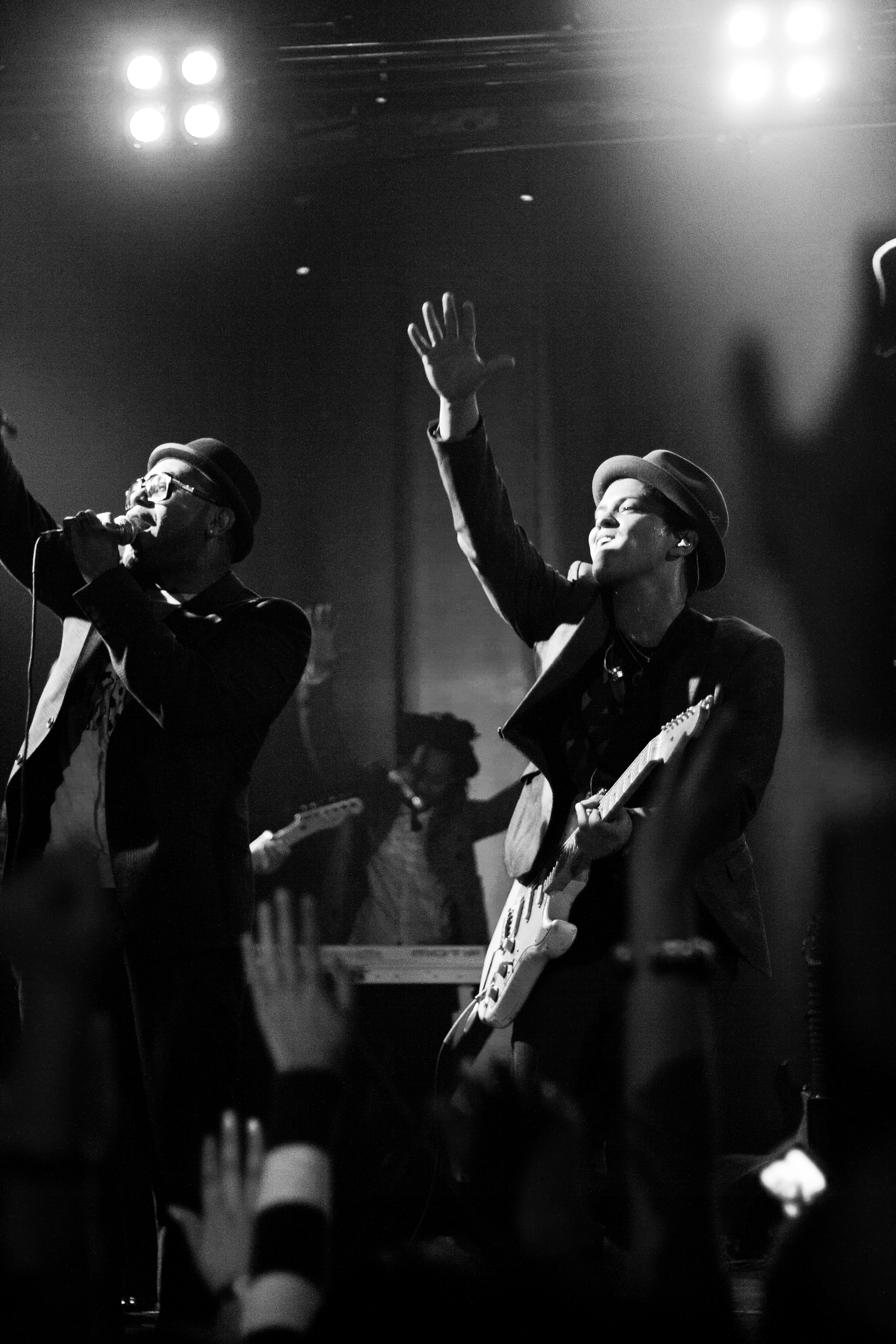
Bruno Mars en novembre 2010 à Houston au Texas.

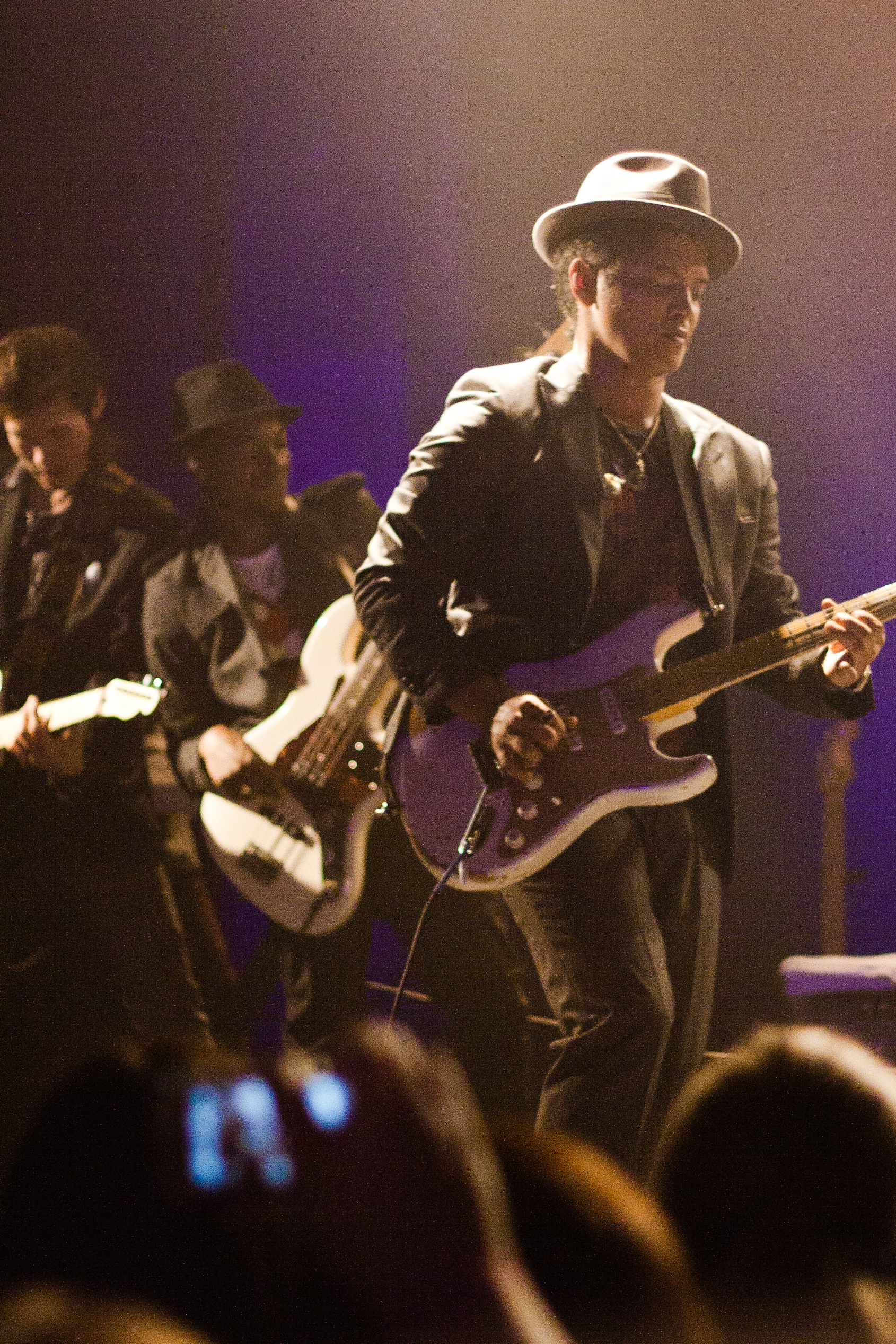
Bruno Mars en novembre 2010 à Houston au Texas.

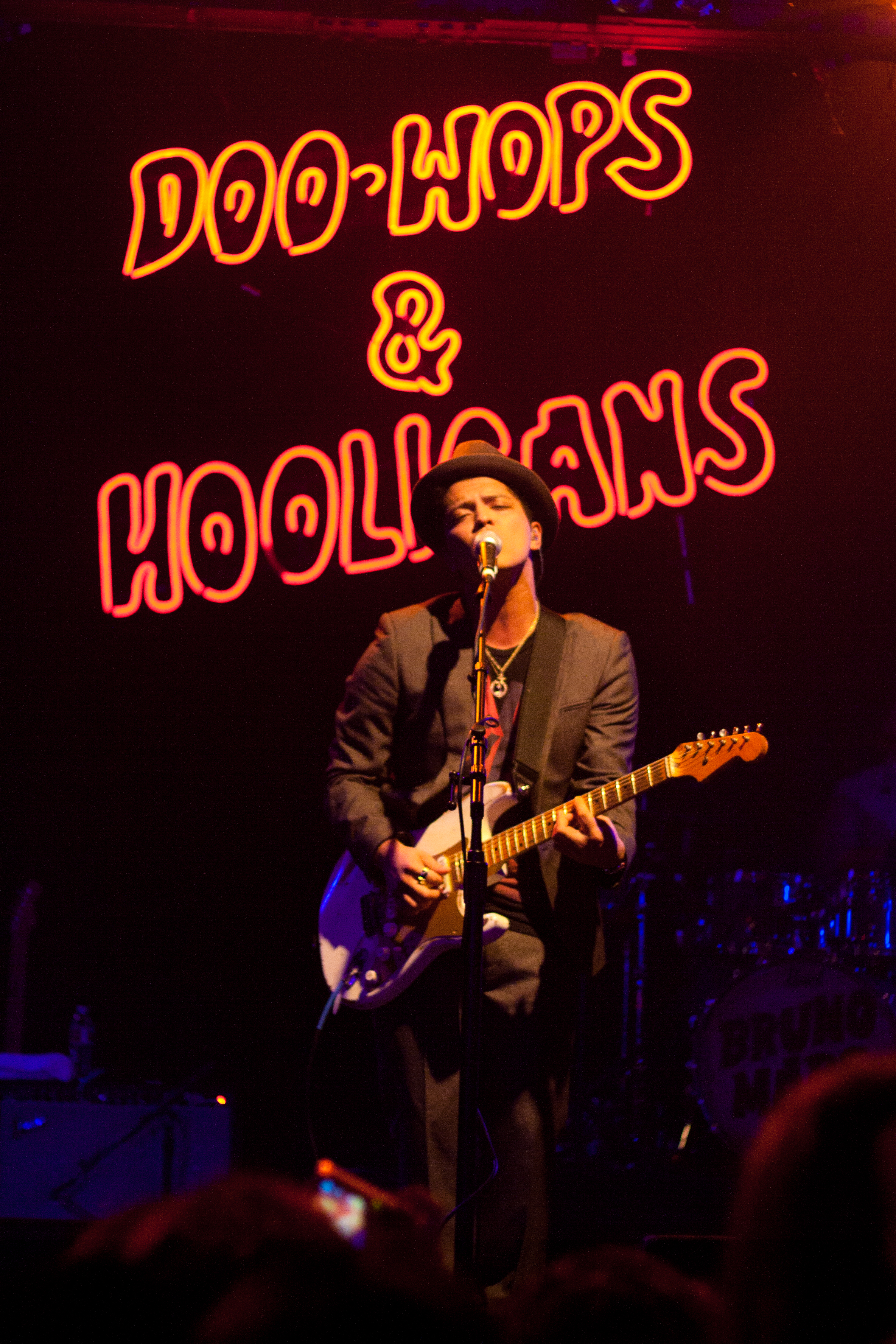
Bruno Mars en novembre 2010 à Houston au Texas.

3. "Money (That's What I Want)" (Barrett Strong cover)
4. "Billionaire"
5. "Our First Time"
6. "Runaway Baby"
7. "Seven Nation Army" (The White Stripes cover)
8. "Marry You"
9. "The Lazy Song"
10. "Count on Me"
11. "Liquor Store Blues"
12. "Every Little Step" (Bobby Brown cover)
13. "Nothin' on You"
14. "Grenade"
15. "Just the Way You Are"
16. "It Will Rain / Talking to the Moon"

## Dates de la tournée
| Date                 | Ville                    | Pays             | Lieu                                       |
| -------------------- | ------------------------ | ---------------- | ------------------------------------------ |
| Amérique du Nord     |                          |                  |                                            |
| 16 novembre 2010     | San Francisco            | États-Unis       | Slim's                                     |
| 19 novembre 2010     | San Diego                | États-Unis       | Price Center                               |
| 20 novembre 2010     | Scottsdale               | États-Unis       | Martini Ranch                              |
| 23 novembre 2010     | Dallas                   | États-Unis       | The Loft                                   |
| 24 novembre 2010     | Houston                  | États-Unis       | Warehouse Live                             |
| 26 novembre 2010     | Sauget                   | États-Unis       | Pop's                                      |
| 27 novembre 2010     | Chicago                  | États-Unis       | Bottom Lounge                              |
| 28 novembre 2010     | Cleveland Heights        | États-Unis       | Grog Shop                                  |
| 30 novembre 2010     | Boston                   | États-Unis       | Paradise Rock Club                         |
| 19 décembre 2010     | Honolulu                 | États-Unis       | Neal S. Blaisdell Arena                    |
| 21 décembre 2010     | Kahului                  | États-Unis       | Maui Arts & Cultural Center                |
| Europe               |                          |                  |                                            |
| 24 janvier 2011      | Londres                  | Royaume-Uni      | Café de Paris                              |
| 3 mars 2011          | Berlin                   | Allemagne        | Postbahnhof                                |
| 5 mars 2011          | Paris                    | France           | La Cigale                                  |
| 6 mars 2011          | Amsterdam                | Pays-Bas         | Paradiso                                   |
| 7 mars 2011          | Stuttgart                | Allemagne        | Rohre                                      |
| 9 mars 2011          | Dublin                   | Irlande          | Olympia Theatre                            |
| 10 mars 2011         | Manchester               | Royaume-Uni      | Manchester Academy                         |
| 11 mars 2011         | Glasgow                  | Royaume-Uni      | O2 ABC Glasgow                             |
| 13 mars 2011         | Londres                  | Royaume-Uni      | Koko                                       |
| 14 mars 2011         | Londres                  | Royaume-Uni      | Koko                                       |
| 15 mars 2011         | Birmingham               | Royaume-Uni      | HMV Institute                              |
| 17 mars 2011         | Cologne                  | Allemagne        | Gloria                                     |
| 18 mars 2011         | Munich                   | Allemagne        | Theaterfabrik                              |
| 20 mars 2011         | Hambourg                 | Allemagne        | Übel & Gefährlich                          |
| 23 mars 2011         | Copenhague               | Danemark         | Store Vega                                 |
| Asie                 |                          |                  |                                            |
| 5 avril 2011         | Jakarta                  | Indonésie        | Istora Senayan                             |
| 7 avril 2011         | Cebu City                | Philippines      | Waterfront Hotel                           |
| 8 avril 2011         | Quezon City              | Philippines      | Araneta Coliseum                           |
| 10 avril 2011        | Kuala Lumpur             | Malaisie         | Putra World Trade Center                   |
| Océanie              |                          |                  |                                            |
| 12 avril 2011        | Perth                    | Australie        | Astor Theatre                              |
| 14 avril 2011        | Sydney                   | Australie        | Luna Park Sydney                           |
| 15 avril 2011        | Adélaïde                 | Australie        | Thebarton Theatre                          |
| 16 avril 2011        | Melbourne                | Australie        | Festival Hall                              |
| 18 avril 2011        | Auckland                 | Nouvelle-Zélande | Vector Arena                               |
| Amérique du Nord     |                          |                  |                                            |
| 1er mai 2011         | East Rutherford          | États-Unis       | New Meadowlands Stadium                    |
| 4 mai 2011           | New York                 | États-Unis       | Roseland Ballroom                          |
| 6 mai 2011           | Stony Brook              | États-Unis       | Stony Brook University Arena               |
| 7 mai 2011           | Camden                   | États-Unis       | Susquehanna Bank Center                    |
| 8 mai 2011           | Boston                   | États-Unis       | Agganis Arena                              |
| 10 mai 2011          | Atlanta                  | États-Unis       | Fox Theatre Atlanta                        |
| 11 mai 2011          | Miami                    | États-Unis       | Miami Beach Convention Center              |
| 17 mai 2011          | Grand Prairie            | États-Unis       | Verizon Theatre at Grand Prairie           |
| 18 mai 2011          | Houston                  | États-Unis       | Reliant Arena                              |
| 20 mai 2011[A]       | Montgomery (Alabama)     | États-Unis       | Montgomery Riverfront Amphitheatre         |
| 21 mai 2011[B]       | Baltimore                | États-Unis       | Pimlico Race Course                        |
| 22 mai 2011          | Windsor                  | Canada           | Caesars Windsor                            |
| 24 mai 2011          | Milwaukee                | États-Unis       | Eagles Ballroom                            |
| 25 mai 2011          | Saint Paul               | États-Unis       | Roy Wilkins Auditorium                     |
| 27 mai 2011          | Chicago                  | États-Unis       | Aragon Ballroom                            |
| 28 mai 2011          | Kansas City              | États-Unis       | Uptown Theatre                             |
| 29 mai 2011          | Broomfield (Colorado)    | États-Unis       | 1stBank Center                             |
| 30 mai 2011          | Orem                     | États-Unis       | UCCU Center                                |
| 2 juin 2011          | Seattle                  | États-Unis       | WaMu Theater                               |
| 3 juin 2011          | Vancouver                | Canada           | Rogers Arena                               |
| 4 juin 2011          | Portland                 | États-Unis       | Theatre of the Clouds                      |
| 7 juin 2011          | Reno                     | États-Unis       | Grand Sierra Resort                        |
| 8 juin 2011          | San Francisco            | États-Unis       | Bill Graham Civic Auditorium               |
| 11 juin 2011[C]      | Del Mar (Californie)     | États-Unis       | Del Mar Fairgrounds                        |
| 12 juin 2011         | Universal City           | États-Unis       | Gibson Amphitheatre                        |
| 14 juin 2011         | Universal City           | États-Unis       | Gibson Amphitheatre                        |
| 15 juin 2011         | Phoenix                  | États-Unis       | Comerica Theatre                           |
| 16 juin 2011         | Las Vegas                | États-Unis       | Pearl Concert Theater                      |
| Europe               |                          |                  |                                            |
| 1er juillet 2011[D]  | Londres                  | Royaume-Uni      | Hyde Park                                  |
| 3 juillet 2011       | Arras                    | France           | Main Square Festival                       |
| 6 juillet 2011       | Paris                    | France           | Olympia                                    |
| 9 juillet 2011[E]    | Punchestown              | Irlande          | Punchestown Racecourse                     |
| 10 juillet 2011[F]   | Kinross                  | Royaume-Uni      | Balado                                     |
| 16 août 2011         | Londres                  | Royaume-Uni      | HMV Hammersmith Apollo                     |
| 17 août 2011         | Londres                  | Royaume-Uni      | HMV Hammersmith Apollo                     |
| 18 août 2011         | Birmingham               | Royaume-Uni      | O2 Academy Birmingham                      |
| 20 août 2011[G]      | Chelmsford               | Royaume-Uni      | Hylands Park                               |
| 21 août 2011[G]      | Staffordshire            | Royaume-Uni      | Weston Park                                |
| Amérique du Nord     |                          |                  |                                            |
| 30 août 2011[H]      | Allentown (Pennsylvanie) | États-Unis       | Allentown Fairgrounds                      |
| 31 août 2011[I]      | Syracuse                 | États-Unis       | New York State Fairgrounds                 |
| 1er septembre 2011   | Essex Junction           | États-Unis       | Champlain Valley Exposition                |
| Les Caraïbes         |                          |                  |                                            |
| 3 septembre 2011     | Nassau                   | Bahamas          | Atlantis Paradise Grand Ballroom           |
| 8 septembre 2011     | San Juan                 | Porto Rico       | Coliseo de Puerto Rico José Miguel Agrelot |
| Europe               |                          |                  |                                            |
| 15 septembre 2011[J] | Baden-Baden              | Allemagne        | Festspielhaus Baden-Baden                  |
| Amérique du Nord     |                          |                  |                                            |
| 23 septembre 2011    | Las Vegas                | États-Unis       | MGM Grand Garden Arena                     |
| Europe               |                          |                  |                                            |
| 3 octobre 2011       | Valby                    | Danemark         | Valby-Hallen                               |
| 5 octobre 2011       | Hambourg                 | Allemagne        | Alsterdorfer Sporthalle                    |
| 6 octobre 2011       | Berlin                   | Allemagne        | Max Schmeling-Halle                        |
| 8 octobre 2011       | Munich                   | Allemagne        | Zenith                                     |
| 10 octobre 2011      | Milan                    | Italie           | Mediolanum Forum                           |
| 12 octobre 2011      | Vienne                   | Autriche         | Wiener Stadthalle                          |
| 13 octobre 2011      | Zurich                   | Suisse           | Hallenstadion                              |
| 15 octobre 2011      | Oberhausen               | Allemagne        | König Pilsener Arena                       |
| 16 octobre 2011      | Francfort                | Allemagne        | Jahrhunderthalle                           |
| 17 octobre 2011      | Esch-sur-Alzette         | Luxembourg       | Rockhal                                    |
| 19 octobre 2011      | Bruxelles                | Belgique         | Forest National                            |
| 20 octobre 2011      | Paris                    | France           | Zénith de Paris                            |
| 21 octobre 2011      | Nantes                   | France           | Zénith de Nantes Métropole                 |
| 23 octobre 2011      | Londres                  | Royaume-Uni      | Brixton Academy                            |
| 31 octobre 2011      | Glasgow                  | Royaume-Uni      | Scottish Exhibition and Conference Centre  |
| 1er novembre 2011    | Nottingham               | Royaume-Uni      | Capital FM Arena                           |
| 2 novembre 2011      | Manchester               | Royaume-Uni      | Manchester Apollo                          |
| Amérique du Sud      |                          |                  |                                            |
| 19 janvier 2012      | Santiago                 | Chili            | Movistar Arena                             |
| 21 janvier 2012      | Mar del Plata            | Argentine        | Mute Club de Mar                           |
| 24 janvier 2012[K]   | São Paulo                | Brésil           | Anhembi Convention Center                  |
| 25 janvier 2012[K]   | Rio de Janeiro           | Brésil           | HSBC Arena                                 |
| 28 janvier 2012[K]   | Florianópolis            | Brésil           | Stage Music Park                           |

 (octobre 2015).
Annulations et concerts reportés
| 26 janvier 2012 | Belo Horizonte, Brésil | Mineirinho | Annulé |

### Données au Box-Office
| Lieu                         | Ville          | Billets vendus / Disponible | Revenu brut |
| ---------------------------- | -------------- | --------------------------- | ----------- |
| Olympia Theater              | Dublin         | 1 601 / 1 601 (100 %)       | 41 283 $    |
| Vector Arena                 | Auckland       | 7,117 / 7,616 (100 %)       | 304 695 $   |
| Agganis Arena                | Boston         | 5,973 / 6,215 (96 %)        | 197 109 $   |
| Fox Theater                  | Atlanta        | 4,251 / 4,251 (100 %)       | 148 785 $   |
| Verizon Theatre              | Grand Prairie  | 4,905 / 6,317 (78 %)        | 168 945 $   |
| Caesars Windsor              | Windsor        | 4,541 / 4,934 (92%)         | 198 024 $   |
| Roy Wilkins Auditorium       | Saint Paul     | 4,654 / 4,654 (100%)        | 153 582 $   |
| Aragon Ballroom              | Chicago        | 4,873 / 4,873 (100%)        | 157 154 $   |
| Theatre of the Clouds        | Portland       | 3,750 / 4,004 (94%)         | 131 250 $   |
| Bill Graham Civic Auditorium | San Francisco  | 8,211 / 8,211 (100%)        | 307 913 $   |
| José Miguel Agrelot Coliseum | San Juan       | 8,183 / 8,183 (100%)        | 585 213 $   |
| Anhembi Convention Center    | São Paulo      | 15 118 / 18 700 (81 %)      | 1 266 520 $ |
| HSBC Arena                   | Rio de Janeiro | 9,598 / 11,800 (81 %)       | 862 433 $   |
| Stage Music Park             | Florianópolis  | 5,303 / 6,500 (82 %)        | 361 666 $   |
| TOTAL                        | TOTAL          | 88,078 / 97,859 (90 %)      | 4 884 572 $ |